# Christian Ulrich Stoltenberg
Christian Ulrich Stoltenberg (* 1707; † 16. Februar 1761 in Lübeck) war ein deutscher Jurist und Ratsherr der Hansestadt Lübeck.

## Leben
Stoltenbergs Vater war Gutspächter auf Gut Rixdorf. Er studierte von 1726 bis 1730 Rechtswissenschaften an den Universitäten in Kiel und Leipzig. Nach einer längeren Grand Tour wurde er an der Universität Groningen 1735 mit seiner Dissertation De scepticismo legum civilium zum Dr. beider Rechte promoviert. Stoltenburg wurde Advokat in Lübeck. 1755 wurde er zum Ratsherrn in Lübeck erwählt.
Der Rektor des Katharineums Johann Daniel Overbeck verfasste 1761 seine Leichenschrift.